# Ostrza
Ostrza ( niem.Wusters)– osada  w Polsce położona w województwie pomorskim, w powiecie człuchowskim, w gminie Debrzno. 
Osada śródleśna około 3 km na północny zachód od Prusinowa, wchodzi w skład sołectwa Prusinowo.
Do 1954 część miasta Lędyczka.
W latach 1975–1998 miejscowość administracyjnie należała do województwa słupskiego.